# International Hockey League

Das Logo der IHL

Die International Hockey League (kurz IHL) war eine professionelle Eishockeyliga in den Vereinigten Staaten und Kanada. Sie bestand von 1945 bis 2001. Eine ältere Liga, die ebenfalls International Hockey League hieß, existierte von 1929 bis 1936. Zudem existierte von 2007 bis 2010 eine weitere Liga unter dem Namen. Die Gewinner der Play-offs erhielten als Trophäe den Turner Cup.

## Geschichte
Die IHL wurde am 15. Dezember 1945 gegründet und war ursprünglich eine semi-professionelle Liga in der Nähe der Great Lakes, deren Vereine vor allem in kleineren Städten wie Fort Wayne, Grand Rapids, Flint, Toledo oder Muskegon angesiedelt waren. Die Gründungsmitglieder der Liga waren die Klubs Detroit Auto Club, Detroit Bright’s Goodyears, Windsor Gotfredsons und Windsor Spitfires. Im Jahr 1947 traten die Toledo Mercurys der IHL bei. Daraufhin begann die Liga zu expandieren und nahm immer mehr Teams auf. Diese Expansion war jedoch nur vorläufig und bis 1949 war die IHL fast wieder auf ihre Gründungsmitglieder geschrumpft. Ein Jahr später verließen die Windsor Ryan Cretes umbenannten Gotfredsons die Liga. Danach expandierte die IHL erneut, und es entstanden neue Klubs in Grand Rapids, Troy, Cincinnati, Fort Wayne und Milwaukee. Mit den Chatham Maroons verließ 1952 das letzte Franchise aus Kanada die International Hockey League. 
Erst 1963, nach elf Spielzeiten, in denen nur Klubs aus den USA in der IHL vertreten waren, wurden wieder kanadische Teams in der IHL zugelassen. Die Windsor Bulldogs und erneut die Chatham Maroons spielten nun in der Liga mit. Beide Mannschaften wurden jedoch nur eine Saison später von der Liga ausgeschlossen. In den 1970er Jahren gingen immer mehr IHL-Teams Kooperationen mit NHL-Franchises ein und in den 1980er Jahren expandierte die Liga in die großen Städte wie Chicago, Los Angeles, San Francisco oder Denver. Durch die schnelle Entwicklung weg von den kleinen Städten schlossen sich deren Clubs mehr und mehr den unteren Ligen, wie beispielsweise der East Coast Hockey League, an. So entwickelte sich die IHL zu einem deutlichen Gegengewicht zur NHL, da zu dieser Zeit deren Probleme anwuchsen.
Um dem entgegenzuwirken, gaben viele NHL-Clubs ihre Kooperationen mit den Vereinen der IHL auf und suchten ihre Partner wieder vermehrt in der American Hockey League. Zudem siedelten sich mehr und mehr NHL-Vereine in den Städten der IHL an. Das Interesse an der IHL nahm so wieder ab. Durch den Wegfall der Unterstützung bei Gehaltszahlungen und die steigenden Reisekosten verschlimmerte sich die finanzielle Lage der Liga und der ihr angehörenden Clubs. 2001 wurde die Liga aufgelöst, und ihre Mitglieder wurden in der AHL oder anderen Minor Leagues aufgenommen oder ebenfalls aufgelöst.

## Auszeichnungen und Trophäen
Insgesamt vergab die IHL in der Zeit ihres Bestehens 13 Trophäen, davon zwei für Mannschaften und elf für Spieler sowie Trainer. 
| Mannschaftstrophäen              | |                    |            |                                                                                   |
| Name                             | Verleihungsgrund                                                                                       | Namensgeber        | Verleihung | Rekordgewinner Anmerkungen                                                        |
| Turner Cup                       | - Gewinner der Turner-Cup-Playoffs                                                                     | Joe Turner         | 1945–2001  | - Cincinnati Mohawks (5)                                                          |
| Fred A. Huber Trophy             | - Punktbeste Mannschaft der regulären Saison                                                           | Fred A. Huber, Jr. | 1946–2001  | - Cincinnati Mohawks (5) - Beste Ausbeute: San Diego Gulls (1993) mit 132 Punkten |
| Spieler- und Trainertrophäen     | |                    |            |                                                                                   |
| Name                             | Verleihungsgrund                                                                                       | Namensgeber        | Verleihung | Rekordgewinner Anmerkungen                                                        |
| Commissioner’s Trophy            | - Bester Trainer der regulären Saison                                                                  |                    | 1984–2001  | - Butch Goring (2)                                                                |
| Leo P. Lamoureux Memorial Trophy | - Topscorer der regulären Saison                                                                       | Leo P. Lamoureux   | 1946–2001  | - Rob Brown (3) - Gary Ford (3) - Len Thornson (3)                                |
| James Gatschene Memorial Trophy  | - Bester Spieler der regulären Saison                                                                  | James Gatschene    | 1946–2001  | - Len Thornson (6)                                                                |
| Norman R. „Bud“ Poile Trophy     | - Wertvollster Spieler der Turner-Cup-Playoffs                                                         | Bud Poile          | 1988–2001  |                                                                                   |
| Garry F. Longman Memorial Trophy | - Bester Rookie der Saison                                                                             | Garry F. Longman   | 1961–2001  | - Trophäe kann maximal einmal in der Karriere gewonnen werden                     |
| Ken McKenzie Trophy              | - Bester US-amerikanischer Rookie der Saison                                                           | Ken McKenzie       | 1977–2001  | - Trophäe kann maximal einmal in der Karriere gewonnen werden                     |
| Governor’s Trophy                | - Bester Verteidiger                                                                                   |                    | 1964–2001  | - mehrere Spieler gewannen die Trophäe zwei Mal                                   |
| James Norris Memorial Trophy     | - Torwart mit dem geringsten Gegentorschnitt                                                           | James E. Norris    | 1955–2001  | - Glenn Ramsay (6)                                                                |
| John Cullen Award                | - Spieler, der sich nach langer Verletzung zurückkämpfte                                               | John Cullen        | 1996–2001  |                                                                                   |
| Ironman Award                    | - Spieler, der alle Spiele einer Saison bestritt und außerordentlich zum Erfolg der Mannschaft beitrug |                    | 1988–2001  | - Dave Michayluk (2)                                                              |
| IHL Man of the Year              | - Besondere soziales Engagement                                                                        |                    | 1992–2001  |                                                                                   |

## Teams
- Akron Americans (1948–1949)
- Albany Choppers (1990–1991)
- Atlanta Knights (1992–1996; wurden Québec Rafales)
- Chatham Maroons (1949–1952)
- Chatham Maroons (1963–1964)
- Chicago Wolves (1994–2001; seit 2001 in der AHL)
- Cincinnati Cyclones (1992–2001)
- Cincinnati Mohawks (1952–1958)
- Cleveland Lumberjacks (1992–2001)
- Colorado Rangers (1987–1988; wurden Denver Rangers)
- Columbus Checkers (1966–1970; wurden Columbus Golden Seals)
- Columbus Owls (1973–1977; wurden Dayton Owls)
- Columbus Golden Seals (1971–1973; wurden Columbus Owls)
- Dayton Gems (1964–1977)
- Dayton Gems (1979–1980)
- Dayton Owls (1977; wurden Grand Rapids Owls)
- Denver Grizzlies (1994–1995; wurden Utah Grizzlies)
- Denver Mavericks (1959–1960; wurden Minneapolis Millers)
- Denver Rangers (1988–1989; wurden Phoenix Roadrunners)
- Des Moines Capitols (1972–1975)
- Des Moines Oak Leafs (1963–1972; wurden Des Moines Capitols)
- Detroit Auto Club (1945–1951)
- Detroit Bright’s Goodyears (1945–1949)
- Detroit Hettche (1949–1952)
- Detroit Jerry Lynch (1948–1949)
- Detroit Metal Mouldings (1946–1948; wurden Detroit Jerry Lynch)
- Detroit Vipers (1994–2001)
- Flint Generals (1969–1985; wurden Saginaw Generals)
- Flint Spirits (1985–1990)
- Fort Wayne Komets (1952–1999; spielen in der IHL)
- Grand Rapids Griffins (1996–2001; seit 2001 in der AHL)
- Grand Rapids Owls (1977–1980)
- Grand Rapids Rockets (1950–1956; wurden Huntington Hornets)
- Houston Aeros (1994–2001; seit 2001 in der AHL)
- Huntington Hornets (1956–1957; wurden Louisville Rebels)
- Indianapolis Checkers (1984–1987; wurden Colorado Rangers)
- Indianapolis Chiefs (1955–1962)
- Indianapolis Ice (1988–1999; spielten später in der CHL)
- Johnstown Jets (1953–1955)
- Kalamazoo Wings (1974–1995; wurden Michigan K-Wings)
- Kansas City Blades (1990–2001)
- Lansing Lancers (1974–1975)
- Las Vegas Thunder (1993–1999)
- Long Beach Ice Dogs (1996–2000; gingen in die West Coast Hockey League)
- Los Angeles Ice Dogs (1995–1996; wurden Long Beach Ice Dogs)
- Louisville Blades (1948–1949)
- Louisville Rebels (1957–1960)
- Louisville Shooting Stars (1953–1954)
- Manitoba Moose (1996–2001; seit 2001 in der AHL)
- Marion Barons (1953–1954)
- Michigan K-Wings (1995–2000)
- Milwaukee Admirals (1977–2001; seit 2001 in der AHL)
- Milwaukee Chiefs (1952–1954)
- Milwaukee Clarks (1948–1949)
- Milwaukee Falcons (1959–1960)
- Minneapolis Millers (1960–1963)
- Minnesota Moose (1994–1996; wurden Manitoba Moose)
- Muncie Flyers (1948–1949)
- Muskegon Lumberjacks (1984–1992; wurden Cleveland Lumberjacks)
- Muskegon Mohawks (1965–1984; wurden Muskegon Lumberjacks)
- Muskegon Zephyrs (1960–1965; wurden Muskegon Mohawks)
- Omaha Knights (1959–1963, wechselten in die CPHL, ihre Lizenz wurde an die Toledo Blades vergeben)
- Orlando Solar Bears (1995–2001)
- Peoria Prancers (1982–1984; wurden Peoria Rivermen)
- Peoria Rivermen (1984–1996; wurden San Antonio Dragons)
- Phoenix Roadrunners (1989–1997)
- Port Huron Flags (1962–1971; wurden Port Huron Wings)
- Port Huron Flags (1974–1981)
- Port Huron Wings (1971–1974; wurden Port Huron Wings)
- Québec Rafales (1996–1998)
- Russian Penguins (1993–1994)
- Saginaw Gears (1972–1983)
- Saginaw Generals (1985–1987; wurden Saginaw Hawks)
- Saginaw Hawks (1987–1989)
- Salt Lake Golden Eagles (1984–1994; wurden Detroit Vipers)
- San Antonio Dragons (1996–1998)
- San Diego Gulls (1990–1995; wurden Los Angeles Ice Dogs)
- San Francisco Spiders (1995–1996)
- Sarnia Sailors (1949–1951)
- St. Paul Saints (1959–1963)
- Toledo Blades (1963–1970; wurden Toledo Hornets)
- Toledo Goaldiggers (1974–1986)
- Toledo Hornets (1970–1974; wurden Toledo Goaldiggers)
- Toledo Mercurys (1947–1949)
- Toledo Mercurys (1950–1955; wurden Toledo–Marion Mercurys)
- Toledo Mercurys (1956–1959; wurden Toledo–St. Louis Mercurys)
- Toledo Mercurys (1960–1962)
- Toledo-Marion Mercurys (1955–1956; wurden Toledo Mercurys)
- Toledo-St. Louis Mercurys (1959–1960; wurden Toledo Mercurys)
- Troy Bruins (1951–1959)
- Utah Grizzlies (1995–2001; seit 2001 in AHL; seit 2005 in ECHL)
- Windsor Bulldogs (1963–1964)
- Windsor Gotfredsons (1945–1946)
- Windsor Hettche Spitfires (1947–1949; wurden Detroit Hettche)
- Windsor Ryan Cretes (1948–1950)
- Windsor Spitfires (1945–1947; wurden Windsor Hettche Spitfires)
- Windsor Staffords (1946–1948; wurden Windsor Ryan Cretes)